# Eugène Aisberg
Eugène Aisberg est un journaliste et  vulgarisateur scientifique français d'origine ukrainienne, né en 1905 à Odessa et mort en 1980 à Paris.

## Biographie

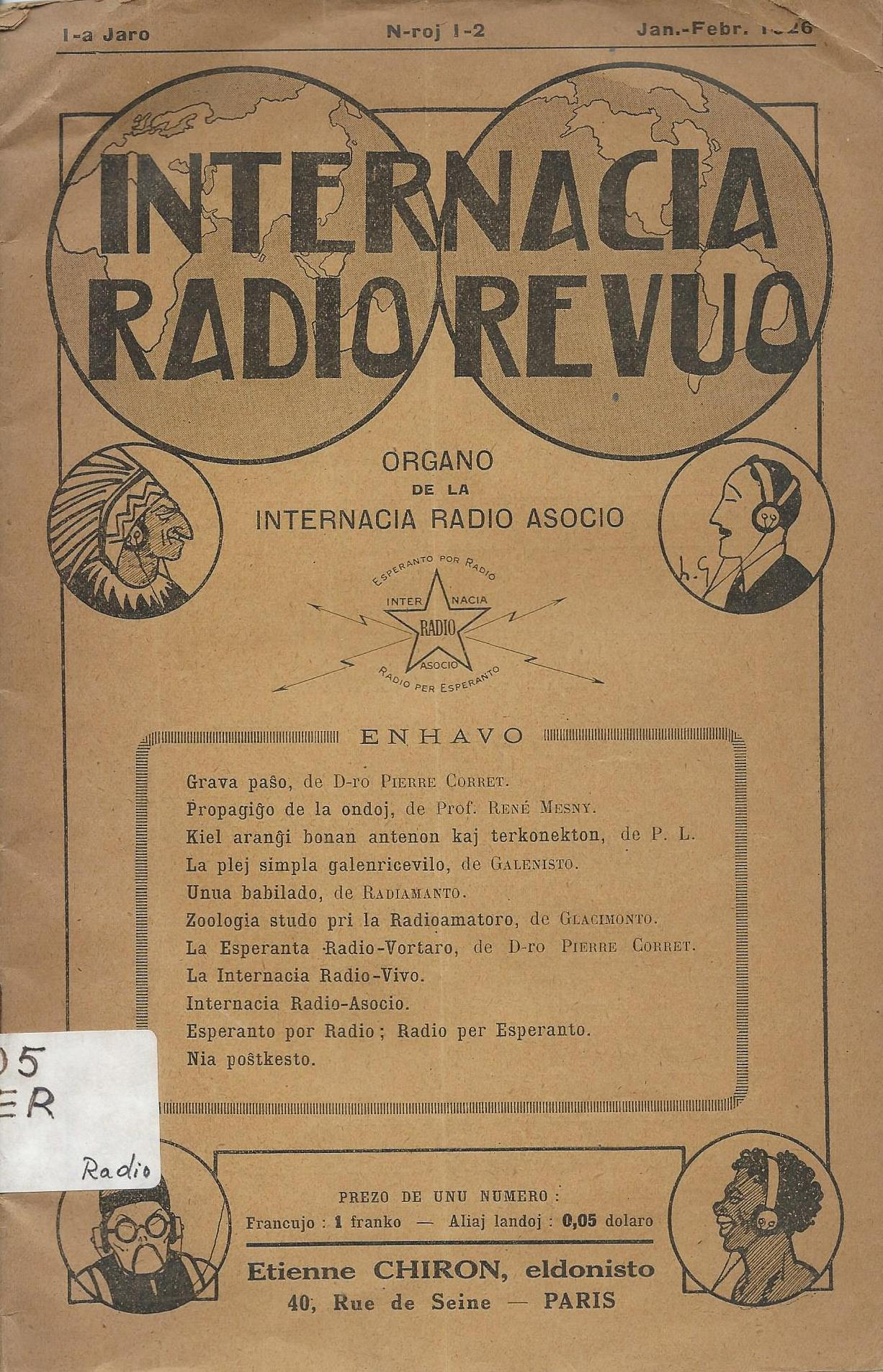
Internacia Radio Revuo - Magazine radio international (1926, en espéranto)

Eugène Aisberg nait le 10 septembre 1905 à Odessa, alors en Russie, aujourd’hui en Ukraine, de David Aisberg, pianiste et compositeur au conservatoire d’Odessa, et de Sophie Aisberg, autrichienne.
Il devient espérantiste en 1919. Il donne de nombreuses conférences, dirige des cours et organise des expositions. En 1925, il s'installe à Paris et publie en français plusieurs ouvrages sur la radio, la télévision et l’électronique.
Eugène Aisberg lance en novembre 1928, La Télévision, première revue scientifique à parler de ce dispositif : il y aura 25 numéros, jusqu'en juillet 1932, agrémentés de reproductions photographiques et des schémas : il y propose de construire soi-même un récepteur de télévision, l'étude du bélinographe et des cellules photoélectriques, etc..
Il est le créateur de la revue Toute la Radio en 1934 (renommée Toute l'Électronique à partir de novembre 1962). Mais il a aussi créé les revues  Électronique industrielle, Radio constructeur et dépanneur, dirigée par son ami Wladimir Sorokine et l’hebdomadaire Électronique Actualités (certaines changeront aussi de nom par la suite).
Eugène Aisberg était un espérantiste et un vulgarisateur scientifique. Par le biais de « causeries » entre dans une première version un jeune Curiosus et son oncle Radiol, puis - deux décennies plus tard et les techniques ayant évolué - entre Curiosus devenu grand et son neveu Ignotus, cet auteur nous fait découvrir et comprendre les principes qui régissent le monde de la TSF d'abord, du transistor ensuite et enfin de la télévision à travers toute une série d'ouvrages, sur la télévision en noir et blanc, puis sur celle en couleurs, qui ont suscité de multiples vocations.
Son premier livre sur la TSF est publié en espéranto, en 1930. Jen... mi komprenas la radion !  (« Maintenant... je comprends la radio ») en est le titre.
Ses livres sont traduits dans le monde entier et, durant certaines périodes, Aisberg est l’un des dix écrivains français les plus traduits au monde, derrière Jules Verne[réf. souhaitée]. Outre l’espéranto, il pratique couramment l’allemand, le russe, l’anglais et le français.
Pendant la Seconde Guerre mondiale, Aisberg publie au nez et à la barbe de l’occupant allemand un livre expliquant comment mieux recevoir Radio Londres sous le titre Amélioration et modernisation des récepteurs radios. Après la guerre, il devient président de l’Union internationale de la presse radio-électronique (UIPRE)